# Place Monge (stanice metra v Paříži)
Place Monge je nepřestupní stanice pařížského metra na lince 7 v 5. obvodu v Paříži. Nachází se pod náměstím Place Monge.

## Historie
Stanice byla otevřena 15. února 1930 při zprovoznění úseku linky 10 z Place Monge do Place d'Italie. Ale již 26. dubna 1931 byla tato část linky 10 od Place Monge až do Porte de Choisy spojena se severní částí linky 7, neboť byl dokončen tunel pod Seinou a úsek Place Monge ↔ Sully – Morland.

## Název
Stanice se jmenuje podle náměstí Place Monge, pod kterým se nachází. Gaspard Monge (1746–1818) byl francouzský matematik, který pomáhal vybudovat École normale supérieure a založil École Polytechnique.
Na informačních tabulích je oficiální název stanice doplněn ještě pod názvem psaným malým písmem: Jardin des Plantes – Arènes de Lutèce. Jedná se o dva veřejné parky v okolí.

## Vstupy
Stanice má dva východy: schodiště a eskalátor na náměstí Place Monge a schodiště v ulici Rue de Navarre.

## Zajímavosti vokolí
- Jardin des Plantes
- Arènes de Lutèce
- Rue Mouffetard